# Yasser Ibrahim
Yasser Ibrahim Ahmed El Hanafi (em árabe: يَاسِر إبرَاهِيْم أَحمَد الْحَنَفِي; Almançora, 10 de fevereiro de 1993) é um futebolista egípcio que atua como zagueiro. Atualmente, defende o Al-Ahly.

## Carreira
Em 7 de janeiro de 2019, transferiu-se para o Al-Ahly.

## Títulos
Zamalek
- Copa do Egito: 2013–14

Al-Ahly
- Campeonato Egípcio: 2018–19, 2019–20, 2022–23
- Copa do Egito: 2019–20, 2021–22, 2022–23
- Supercopa do Egito: 2018–19, 2023–24
- Liga dos Campeões da CAF: 2019–20, 2020–21, 2022–23, 2023–24
- Supercopa da CAF: 2021, 2021–22
- Copa África-Ásia-Pacífico da FIFA: 2024

Seleção Egípcia
- Campeonato Africano Sub-20: 2013

### Artilharias
- Copa do Mundo de Clubes da FIFA de 2021: (2 gols)